# Lễ hội Gorolski

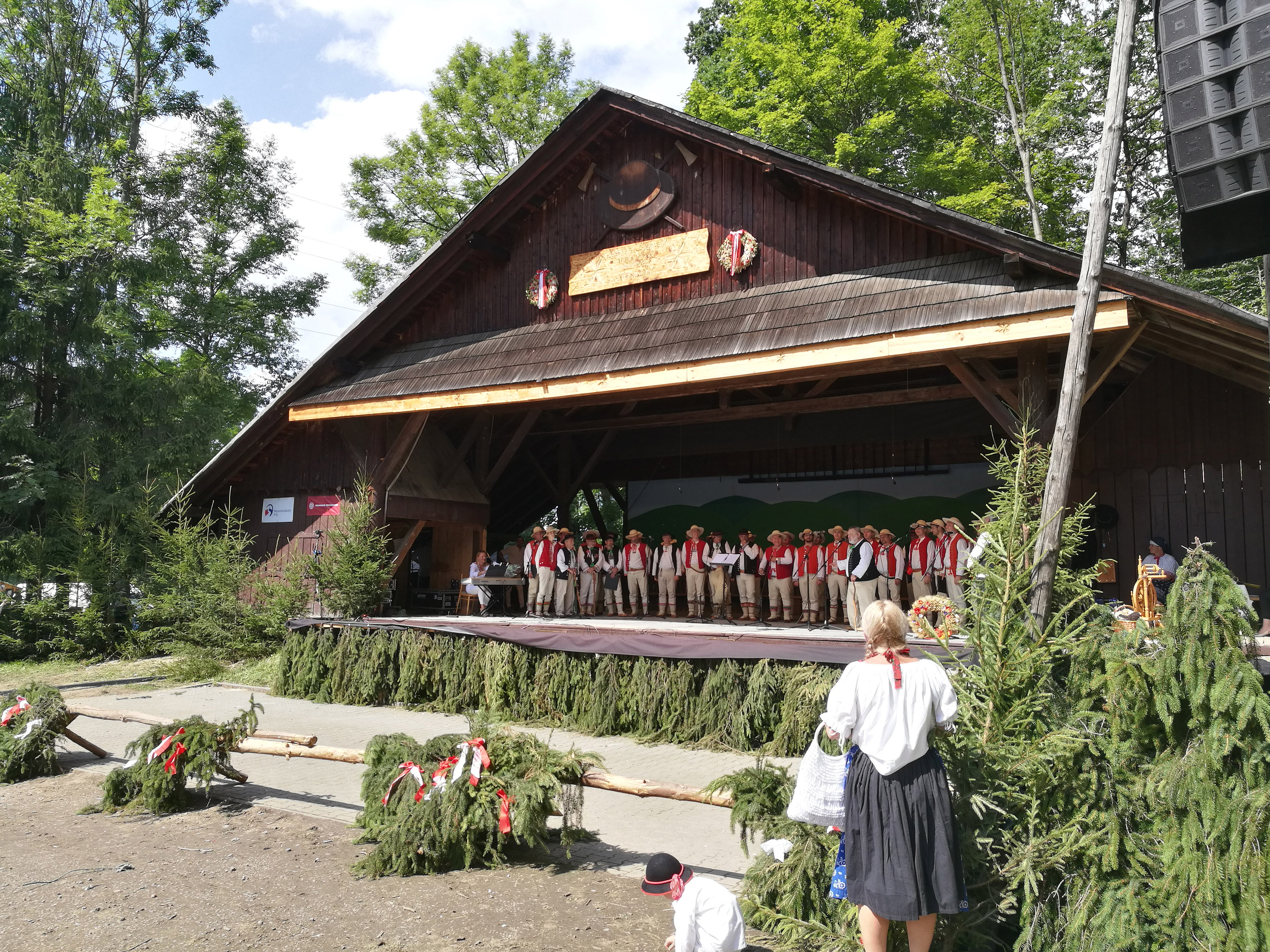
Lễ hội Gorolski 2019

Lễ hội Gorolski là một bữa tiệc văn hóa vùng cao được tổ chức hàng năm vào cuối tuần đầu tiên của tháng 8 bởi người thiểu số Ba Lan sống ở Cộng hòa Séc ở vùng Zaolzie, có đặc điểm của một lễ hội và văn hóa dân gian. Nó diễn ra ở Jabłonków và kéo dài từ thứ Sáu đến Chủ nhật. Hiện tại, lễ hội của người vùng cao thường diễn ra trong Khu rừng thành phố ở Jabłonków.

## Lịch sử
Lễ hội bắt nguồn từ Lễ hội Núi Ba Lan trước chiến tranh, diễn ra lần cuối vào năm 1937 tại Wisła, tỉnh Sląskie. Sau khi Thế chiến II kết thúc, ý tưởng nối lại lễ kỷ niệm được khởi xướng bởi các nhà hoạt động Ba Lan từ Zaolzie. Ủy ban tổng hợp PZKO vào ngày 22 tháng 7 năm 1948 đã quyết định rằng lễ hội sẽ diễn ra vào tháng 9 và sau đó ngày được chuyển sang tháng 8. Kỳ nghỉ đầu tiên được tổ chức vào ngày 12 tháng 9 năm 1948 và thành công lớn đến nỗi nó đã được quyết định tiếp tục hàng năm. Ban đầu, sự kiện này mang đặc trưng của một lễ hội, và cuối cùng có hình thức của một lễ hội dân gian quốc tế.
Lễ hội được đặt tên là Ngày của người Tây Nguyên theo gợi ý của nhà văn và nhà dân gian học người Ba Lan - Karol Piegza. Theo thời gian, tên này đã được điều chỉnh theo cách phát âm của phương ngữ Cieszyn Gorolski Święto, Górolskie Święto hoặc "Gorolski Święto" và theo cách nói này, tên này đã được sử dụng từ năm 1967 cho đến ngày nay. Nói tóm lại, chúng còn được gọi là "Gorol", có nghĩa là "người vùng cao" trong phương ngữ Cieszyn.

## Mục tiêu lễ hội
Mục đích chính của ngày lễ là để trình bày truyền thống văn hóa của người thiểu số Ba Lan tại Cộng hòa Séc. Các nhóm văn hóa dân gian vùng cao từ vùng Jabłonków trình bày công việc của họ tại lễ hội. Mỗi năm, lễ hội cũng được viếng thăm bởi các nhóm văn hóa dân gian từ các vùng khác của Zaolzie và phần Beskids của Ba Lan, cũng như các ban nhạc từ khắp nơi trên thế giới.